# Criminal Minds (mùa 1)
Mùa đầu tiên của Criminal Minds lần đầu lên sóng đài CBS vào ngày 22 tháng 9 năm 2005, và kết thúc vào ngày 10 tháng 5 năm 2006.

## Dàn diễn viên

### Chính
- Mandy Patinkin trong vai Đặc vụ giám sát Jason Gideon (Đặc vụ cấp cao BAU)
- Thomas Gibson trong vai Đặc vụ giám sát Aaron "Hotch" Hotchner (Trưởng đơn vị BAU)
- Lola Glaudini trong vai Đặc vụ giám sát Elle Greenaway (Đặc vụ BAU)
- Shemar Moore trong vai Đặc vụ giám sát Derek Morgan (Đặc vụ BAU)
- Matthew Gray Gubler trong vai Đặc vụ giám sát Tiến sĩ Spencer Reid (Đặc vụ BAU)
- A. J. Cook trong vai Đặc vụ giám sát Jennifer "JJ" Jareau (Liên lạc truyền thông BAU) Cook gia nhập dàn diễn viên chính sau tập mở màn. Cô ấy lần đầu xuất hiện trong tập hai "Compulsion."

### Khác
- Kirsten Vangsness trong vai Đặc vụ Penelope Garcia (Nhà phân tích kỹ thuật BAU)

### Định kỳ
- Meredith Monroe trong vai Haley Hotchner
- Jane Lynch trong vai Diana Reid

## Các khách mời

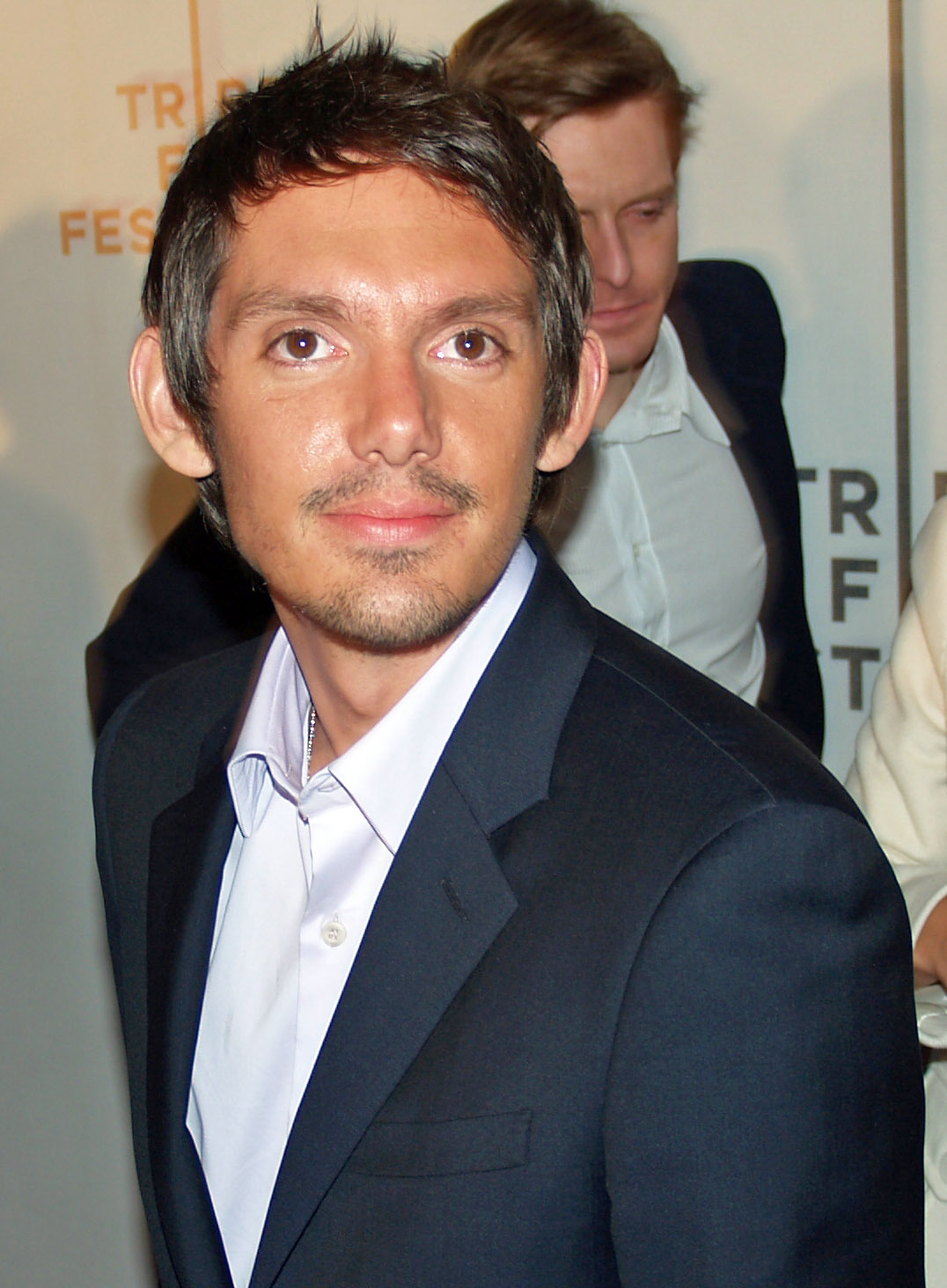
Lukas Haas xuất hiện trong hai tập đầu trong vai The Footpath Killer.

Trong tập mở màn, "Extreme Aggressor", Andrew Jackson làm khách mời trong vai Timothy Vogel. Chelah Horsdal làm khách mời trong vai nạn nhân của anh ta, Heather Woodland. Trong tập "Won't Get Fooled Again", Tim Kelleher làm khách mời trong vai Adrian Bale, một kẻ đánh bom hàng loạt chịu trách nhiệm cho cái chết của sáu đặc vụ FBI. Trong tập "Plain Sight", Kirk B. R. Woller làm khách mời trong vai kẻ hiếp dâm hàng loạt Franklin Graney. Trong tập "Broken Mirror", Matt Letscher làm khách mời trong vai Vincent Shyer, một kẻ đeo bám bị hội chứng erotomania bắt cóc một trong hai đứa con gái sinh đôi của Trợ lý Điều hành Luật sư Quận Evan Davenport, do Robin Thomas thủ vai. Elisabeth Harnois làm khách mời trong hai vai con gái của Davenport, Patricia và Cheryl.

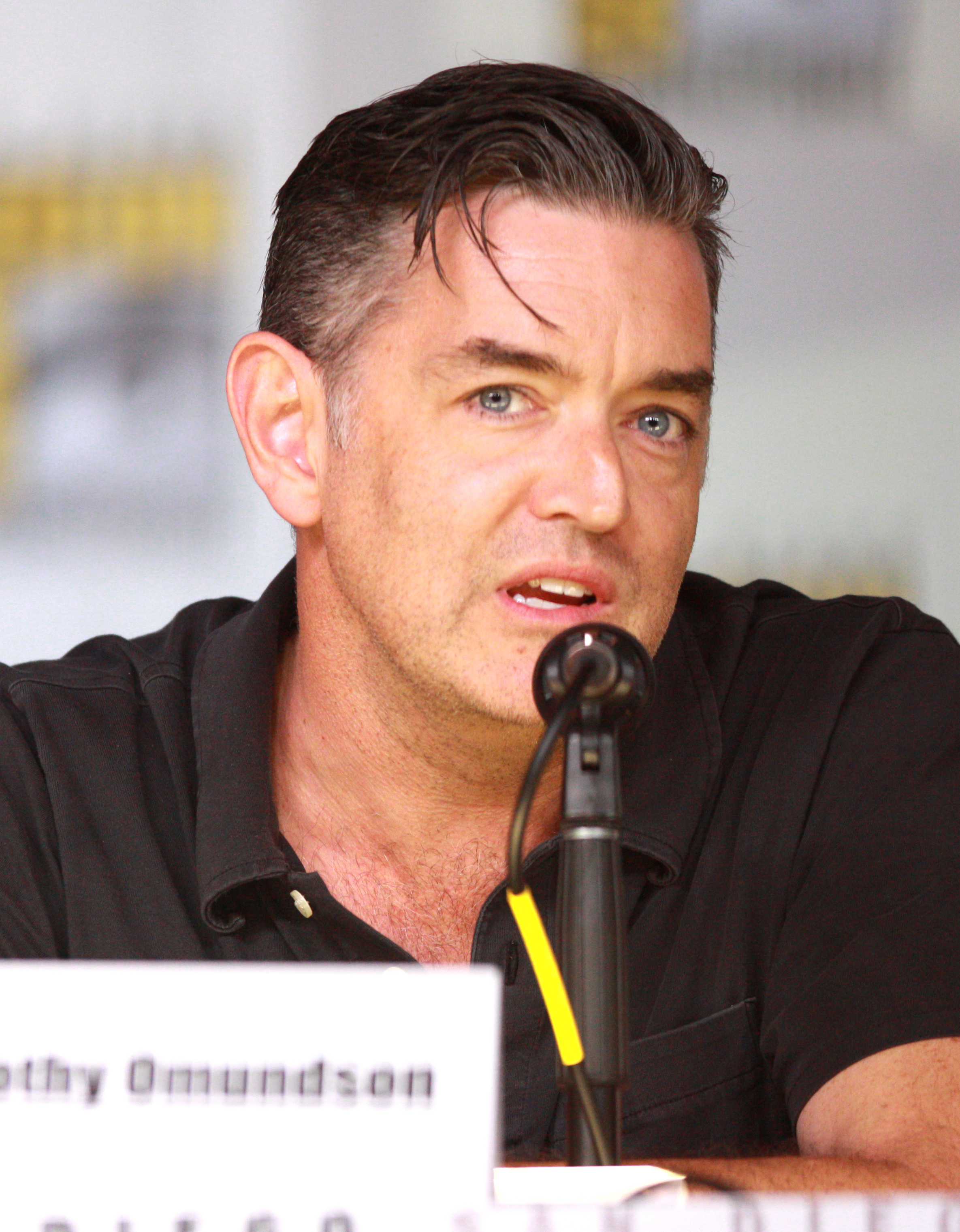
Ngôi sao Psych Timothy Omundson xuất hiện trong tập "L.D.S.K." vai Phillip Dowd.

Trong tập "L.D.S.K.", Marcus Giamatti làm khách mời trong vai Barry Landman, một bác sĩ phẫu thuật bị sang chấn tự ái bị tình nghi cho các vụ xả súng. Paula Newsome đóng vai thám tử Shea Calvin, người dẫn đầu cuộc điều tra các vụ xả súng. Trong tập "The Fox", Neal Jones làm khách mời trong vai một trong những tội phạm khét tiếng nhất của phim, Karl Arnold, còn gọi là "The Fox", một sát nhân hàng loạt đã giết toàn bộ gia đình. Tony Todd làm khách mời trong vai Eric Miller, người bị bỏ tù sai vì án mạng gia đình mình. Trong tập "Natural Born Killer", Patrick Kilpatrick làm khách mời trong vai Vincent Perotta, một sát thủ chuyên nghiệp đã bắt cóc đặc vụ FBI Josh Cramer của Đơn vị Tội phạm Có tổ chức. Francesco Quinn làm khách mời trong vai Michael Russo, một trùm băng đảng thuê Perotta để bắt cóc Cramer.

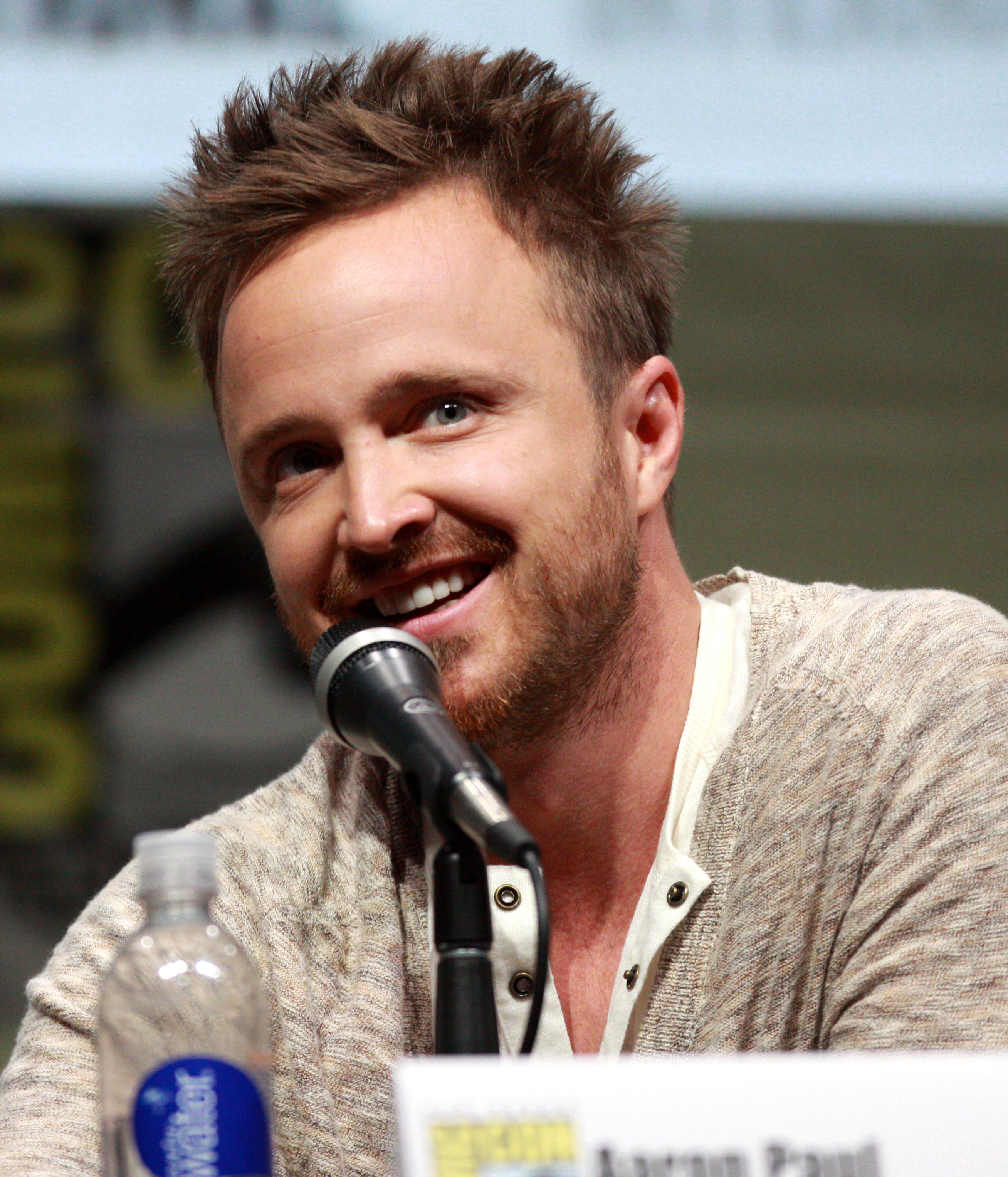
Ngôi sao Breaking Bad Aaron Paul xuất hiện trong tập "The Popular Kids" vai Mike Zizzo.

Trong tập "Derailed", Chris Bauer làm khách mời trong vai Tiến sĩ Theodore Bryar, người bị tâm thần phân liệt hoang tưởng và giữ các hành khách làm con tin, bao gồm Elle Greenaway, trên một đoàn tàu. Jeff Kober làm khách mời trong vai người bạn tưởng tượng của Bryar, Leo, và M. C. Gainey làm khách mời trong vai thám tử Frank Moretti, người dẫn đầu cuộc điều tra bắt cóc con tin. Trong tập "The Popular Kids", Will Rothhaar làm khách mời trong vai Cory Bridges, một sát nhân giáo phái đã giết hai học sinh trung học. Trong tập "Blood Hungry", Kris Lemche làm khách mời trong vai kẻ giết người ăn thịt người, Eddie Mays, và Lindsay Crouse vào vai mẹ hắn, Mary. Trong tập "What Fresh Hell?", Ned Vaughn làm khách mời trong vai Donald Curtis, một kẻ ấu dâm bắt cóc một bé gái 11 tuổi tên Belinda Copeland.

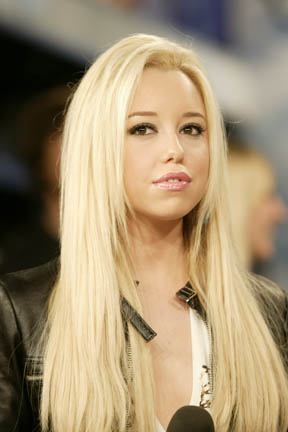
Skyler Shaye xuất hiện trong tập "The Tribe" vai Ingrid Griesen.

Trong tập "Poison", Nick Jameson làm khách mời trong vai Edward Hill, một sát nhân hàng loạt giết người bằng thuốc độc. Trong tập "Riding the Lightning", Jeannetta Arnette làm khách mời trong vai Sarah Jean Dawes, một tử tù kiên quyết đảm bảo con trai cô ta không bao giờ biết sự thật về nguồn gốc bố mẹ mình. Michael Massee làm khách mời trong vai Jacob Dawes, chồng của cô ta và một sát nhân hàng loạt đã giết nhiều cô gái tuổi teen. Trong tập "Unfinished Business", Aaron Lustig làm khách mời trong vai Walter Kern, còn được gọi là "The Keystone Killer", và Geoff Pierson làm khách mời trong vai Max Ryan, một đặc vụ FBI đã về hưu kiên quyết tìm ra tên sát nhân.
Trong tập "The Tribe", Chad Allen làm khách mời trong vai Jackson Cally, một lãnh đạo giáo phái tra tấn và giết sinh viên đại học. Trong tập "A Real Rain", Ethan Phillips làm khách mời trong vai sát nhân quái hiệp bị tâm thần phân liệt Marvin Doyle. David Aaron Baker vào vai Will Sykes, một kẻ bắt chước Doyle muốn được nổi tiếng, và Tonya Pinkins vào vai thám tử Nora Bennett, người dẫn đầu cuộc điều tra án mạng. Trong tập "Somebody's Watching", Katheryn Winnick làm khách mời trong vai Maggie Lowe, một sát nhân hàng loạt và kẻ đeo bám ám ảnh nữ diễn viên Lila Archer. Ian Anthony Dale làm khách mời trong vai thám tử Owen Kim, dẫn đầu cuộc điều tra án mạng.

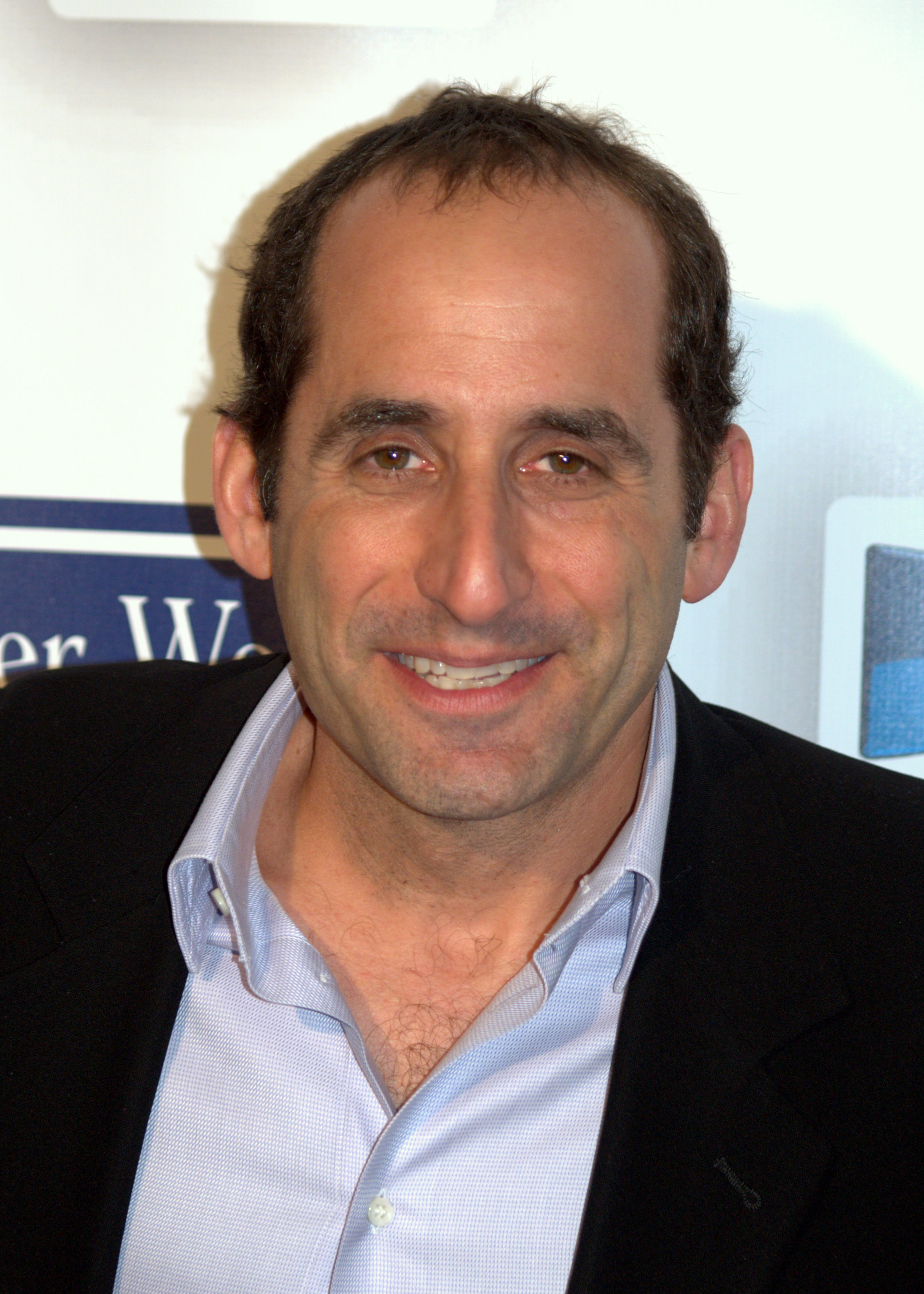
Peter Jacobson xuất hiện trong tập "Somebody's Watching" vai Michael Ryer.

Trong tập "Charm and Harm", Andy Comeau làm khách mời trong vai Mark Gregory, một sát nhân hàng loạt và kẻ bắt cóc đã giết nạn nhân bằng cách làm họ chết đuối. Trong tập, "Secrets and Lies", Ray Baker làm khách mời trong vai đặc vụ CIA lừa đảo Bruno Hawks. Trong tập cuối "The Fisher King (Part I)", Charles Haid làm khách mời trong vai một trong những tội phạm khét tiếng nhất phim, Randall Garner, còn gọi là "The Fisher King", một sát nhân hàng loạt và kẻ bắt cóc chịu trách nhiệm cho vụ giết Elle Greenaway bất thành. Vụ tai nạn gây sang chấn nặng, cô từ chức khỏi BAU trong mùa sau.

## Các tập phim
| TT. tổng thể | TT. trong mùa phim | Tiêu đề                   | Đạo diễn             | Biên kịch                      | Ngày phát hành gốc   | Mã sản xuất | Người xem tại U.S. (triệu) |
| --- | ------------------ | ------------------------- | -------------------- | ------------------------------ | -------------------- | ----------- | -------------------------- |
| 1 | 1                  | "Extreme Aggressor"       | Richard Shepard      | Jeff Davis                     | 22 tháng 9 năm 2005  | 101         | 19,57                      |
| Khi một người phụ nữ ở Seattle, Washington bị mất tích và chính quyền liên kết sự biến mất của cô ấy với ba vụ án mạng chưa được phá, Đơn vị Phân tích Hành vi của FBI tiến hành bắt kẻ sát nhân và giải cứu nạn nhân mới nhất của hắn. Trưởng Đơn vị Aaron Hotchner được giao nhiệm vụ xác định xem chuyên gia phân tích kỳ cựu Jason Gideon, được cho nghỉ phép y tế cho vụ án này, có phù hợp để trở lại nhiệm vụ không. |                    |                           |                      |                                |                      |             |                            |
| 2 | 2                  | "Compulsion"              | Charles Haid         | Jeff Davis                     | 28 tháng 9 năm 2005  | 102         | 10,57                      |
| Khi một sinh viên đại học Tempe, Arizona chết trong chuỗi hỏa hoạn gần đây, BAU cố gắng suy nghĩ đột phá khi họ phân tích kẻ đốt phá hàng loạt biến thành sát nhân hàng loạt và ngăn chặn họ không đốt phá nữa. Gideon phục hồi từ trải nghiệm cận tử và đội chào mừng chuyên gia tội phạm tình dục Elle Greenaway (Lola Glaudini) vào hàng ngũ.                                                                            |                    |                           |                      |                                |                      |             |                            |
| 3 | 3                  | "Won't Get Fooled Again"  | Kevin Bray           | Aaron Zelman                   | 5 tháng 10 năm 2005  | 103         | 11,98                      |
| Khi hai vụ nổ làm rúng động cộng đồng dân cư Palm Beach, Florida, BAU cố gắng truy tìm một kẻ đánh bom tái tạo có mục đích cách thức hoạt động của sát nhân tập thể bị bỏ tù Adrian Bale (Tim Kelleher) và Gideon thấy bản thân bị ép sống lại ký ức về sự kiện quanh lần chạm trán với Bale và suy sụp tinh thần sau đó.                                                                                                   |                    |                           |                      |                                |                      |             |                            |
| 4 | 4                  | "Plain Sight"             | Matt Earl Beesley    | Edward Allen Bernero           | 12 tháng 10 năm 2005 | 104         | 13,76                      |
| Khi sáu cô gái San Diego, California bị hiếp, giết, và bị tạo dáng với mắt bị dán mở, BAU thực hiện phân tích một sát nhân trốn chính quyền bằng cách tấn công giữa ban ngày và hòa lẫn vào khu phố mà hắn nhắm đến. |                    |                           |                      |                                |                      |             |                            |
| 5 | 5                  | "Broken Mirror"           | Guy Norman Bee       | Judith McCreary                | 19 tháng 10 năm 2005 | 105         | 12,79                      |
| Khi con gái của một Trợ lý Điều hành Luật sư Mỹ bị bắt cóc trong khi rời một bữa tiệc, BAU ra sức bảo vệ chị em song sinh của nạn nhân, nhận diện động cơ đằng sau vụ bắt cóc, và xác định kẻ bắt cóc có phải một trong người của họ không. Khách mời Matt Letscher. |                    |                           |                      |                                |                      |             |                            |
| 6 | 6                  | "L.D.S.K."                | Ernest Dickerson     | Andrew Wilder                  | 2 tháng 11 năm 2005  | 106         | 16,22                      |
| Khi một kẻ bắn tỉa không gây tử vong bắn hạ sáu công dân Des Plaines, Illinois và vô ý giết một người, BAU làm việc với chính quyền địa phương để ngăn chặn hắn khỏi gây ra vụ tấn công khác. Reid thấy bản thân bị ép làm việc mà không có súng sau khi bị rớt bài kiểm tra năng lực dùng súng ngắn. |                    |                           |                      |                                |                      |             |                            |
| 7 | 7                  | "The Fox"                 | Guy Norman Bee       | Simon Mirren                   | 9 tháng 11 năm 2005  | 107         | 15,09                      |
| Khi hai gia đình sống trong hai bang khác nhau được tìm thấy đã chết vài ngày sau khi họ được cho là đã đi du lịch, BAU tiến hành phân tích một kẻ tàn sát gia đình coi bản thân là hình tượng người cha hoàn hảo và ra sức trừng phạt điều hắn tin là các gia đình bất thường. |                    |                           |                      |                                |                      |             |                            |
| 8 | 8                  | "Natural Born Killer"     | Peter Ellis          | Debra J. Fisher & Erica Messer | 16 tháng 11 năm 2005 | 109         | 14,36                      |
| Khi một đặc vụ ngầm biến mất cùng đêm một gia đình ở Baltimore, Maryland được tìm thấy đã chết ở hai vị trí khác nhau, BAU làm việc với Đơn vị Tội phạm Có tổ chức để bắt một sát thủ chịu trách nhiệm cho hơn 100 vụ giết người. |                    |                           |                      |                                |                      |             |                            |
| 9 | 9                  | "Derailed"                | Félix Alcalá         | Jeff Davis                     | 23 tháng 11 năm 2005 | 108         | 12,83                      |
| Một nhà vật lý bị tâm thần phân liệt bị suy sụp tinh thần và giữ Elle cùng bốn công dân khác làm con tin trên một chuyến tàu đến Dallas, Texas. Reid và BAU cố gắng tạo niềm tin với tay súng và ngăn chặn thương vong bằng cách hùa theo ảo giác của ông ta. |                    |                           |                      |                                |                      |             |                            |
| 10 | 10                 | "The Popular Kids"        | Andy Wolk            | Edward Allen Bernero           | 30 tháng 11 năm 2005 | 110         | 15,56                      |
| Khi một thi thể học sinh trung học được tìm thấy gần dãy núi Massanutten và bạn gái cậu ấy được báo mất tích, BAU nỗ lực xác định tội ác có phải do một giáo phái Xa-tăng gây ra không. Reid kể cho đồng đội nghe về cuộc chiến với chuỗi ác mộng xảy ra tuần hoàn. |                    |                           |                      |                                |                      |             |                            |
| 11 | 11                 | "Blood Hungry"            | Charles Haid         | Ed Napier                      | 14 tháng 12 năm 2005 | 111         | 15,23                      |
| Khi hai án mạng không liên quan xảy ra ở Tennessee, BAU tiến hành cuộc săn một sát nhân ăn thịt người ám ảnh với thanh niên khu phố. Sau khi bị thương ở chân trong (điều ông ấy kể cho đội) một vụ tai nạn nhảy dù, Gideon thấy bản thân bị ép làm việc từ xa từ Quantico, xâm nhập không gian của Garcia và làm cô ấy mất tập trung.                                                                                      |                    |                           |                      |                                |                      |             |                            |
| 12 | 12                 | "What Fresh Hell?"        | Adam Davidson        | Judith McCreary                | 11 tháng 1 năm 2006  | 112         | 15,92                      |
| Khi một cô bé 11 tuổi bị bắt cóc giữa ban ngày tại một công viên cộng đồng ở Wilmington, Delaware, BAU làm việc với chính quyền địa phương để xác định bố cô bé có chịu trách nhiệm không. |                    |                           |                      |                                |                      |             |                            |
| 13 | 13                 | "Poison"                  | Thomas J. Wright     | Aaron Zelman                   | 18 tháng 1 năm 2006  | 113         | 14,65                      |
| Khi tám cư dân ở Beachwood, New Jersey bị đầu độc bằng hỗn hợp LSD và rohypnol, BAU đi xác định kẻ đầu độc và ngăn chặn một sự cố diện rộng không xảy ra. |                    |                           |                      |                                |                      |             |                            |
| 14 | 14                 | "Riding the Lightning"    | Chris Long           | Simon Mirren                   | 25 tháng 1 năm 2006  | 114         | 14,10                      |
| Vài giờ trước khi tử hình, đội thẩm vấn vợ chồng sát nhân hàng loạt chịu trách nhiệm cho án mạng của hơn 18 cô gái trẻ ở Florida. Gideon nghi người vợ vô tội và đi chứng minh giả thiết của ông trước khi hết giờ. |                    |                           |                      |                                |                      |             |                            |
| 15 | 15                 | "Unfinished Business"     | J. Miller Tobin      | Debra J. Fisher & Erica Messer | 1 tháng 3 năm 2006   | 115         | 11,72                      |
| Một sát nhân hàng loạt khét tiếng ở Philadelphia, Pennsylvania có vẻ trở lại sau 18 năm vắng bóng, nhưng với cách thức khác biệt và nạn nhân già hơn, và gửi thư thách thức cho chuyên gia phân tích FBI đã nghỉ hưu Max Ryan (Geoff Pierson). BAU cố xác định xem đây là kẻ bắt chước, hay tên sát nhân hoành hành trở lại.                                                                                                |                    |                           |                      |                                |                      |             |                            |
| 16 | 16                 | "The Tribe"               | Matt Earl Beesley    | Andrew Wilder                  | 8 tháng 3 năm 2006   | 116         | 15,27                      |
| Khi năm sinh viên đại học ở New Mexico bị tra tấn, bị chặt và giết, BAU xác định xem tội ác có phải là do một giáo phái phân biệt chủng tộc, kiểu Gia đình Manson, ám ảnh với việc giả vờ là người Mỹ bản xứ gây ra không. Hotch có cuộc hội ngộ căng thẳng với người em trai ghẻ lạnh Sean. |                    |                           |                      |                                |                      |             |                            |
| 17 | 17                 | "A Real Rain"             | Gloria Muzio         | Chris Mundy                    | 22 tháng 3 năm 2006  | 117         | 13,03                      |
| Khi ba người bị bắn gục ở Thành phố New York, BAU tiến hành truy tìm một quái hiệp nhất quyết báo thù chống lại tội phạm thoát tội của họ. |                    |                           |                      |                                |                      |             |                            |
| 18 | 18                 | "Somebody's Watching"     | Paul Shapiro         | Ed Napier                      | 29 tháng 3 năm 2006  | 118         | 12,54                      |
| Trong khi đi làm seminar phân tích tội phạm ở Los Angeles, California, Gideon và Reid đi xác định danh tính một kẻ đeo bám đầy sát khí ám ảnh với diễn viên truyền hình mới nổi Lila Archer (Amber Heard), nhưng Lila thu hút sự chú ý vào Reid đe dọa phá hoại cuộc điều tra. |                    |                           |                      |                                |                      |             |                            |
| 19 | 19                 | "Machismo"                | Guy Norman Bee       | Aaron Zelman                   | 12 tháng 4 năm 2006  | 119         | 11,76                      |
| Khi 13 người phụ nữ cao tuổi bị tấn công tình dục và giết ở Mexico, BAU đối mặt phản kháng từ chính quyền địa phương khi họ cố xác định danh tính thủ phạm. Hotch tung hứng giữa trách nhiệm trong công việc và trách nhiệm tại nhà. |                    |                           |                      |                                |                      |             |                            |
| 20 | 20                 | "Charm and Harm"          | Félix Alcalá         | Debra J. Fisher & Erica Messer | 19 tháng 4 năm 2006  | 120         | 13,53                      |
| Khi năm cô gái trẻ bị bắt cóc, tra tấn, và chìm chết trong bồn tắm khách sạn khắp miền Nam, BAU đi bắt một sát nhân hàng loạt chuyên đổi diện mạo để tránh bị bắt. |                    |                           |                      |                                |                      |             |                            |
| 21 | 21                 | "Secrets and Lies"        | Matt Earl Beesley    | Simon Mirren                   | 3 tháng 5 năm 2006   | 121         | 12,17                      |
| Khi một đặc vụ CIA ngầm bị tra tấn đến chết sau khi giúp một người cấp tin trốn khỏi người chồng có thế lực và ngược đãi thể chất, BAU thẩm vấn bốn đặc vụ chống khủng bố liên kết đến vụ án của cô ấy trong nỗ lực phơi bày kẻ phản bội. |                    |                           |                      |                                |                      |             |                            |
| 22 | 22                 | "The Fisher King: Part 1" | Edward Allen Bernero | Edward Allen Bernero           | 10 tháng 5 năm 2006  | 122         | 12,67                      |
| Khi từng thành viên BAU nhận một tin nhắn bí ẩn trong khi đi nghỉ dưỡng do Cục ủy thác, đội nghi họ đã trở thành con tốt trong một trò chơi giả tưởng tinh vi và tiến hành xác định danh tính một sát nhân hàng loạt đang nẩy chồi với một ám ảnh chết người về huyền thoại vua Arthur. |                    |                           |                      |                                |                      |             |                            |

## Băng đĩa
| The Complete First Season                                                              |                                                                                        | | | |
| Chi tiết bộ đĩa                                                                        | Chi tiết bộ đĩa                                                                        | Nội dung đặc biệt | Nội dung đặc biệt | |
| - 22 tập - Bộ 6 đĩa - Màn hình rộng - Phụ đề: Tiếng Anh - Tiếng Anh: Dolby Digital 5.1 | - 22 tập - Bộ 6 đĩa - Màn hình rộng - Phụ đề: Tiếng Anh - Tiếng Anh: Dolby Digital 5.1 | - Cảnh quay bị xóa - Quá trình sản xuất Criminal Minds - Bên trong Quantico & Tâm trí Tội phạm - Gặp gỡ Matthew Gray Gubler | - Cảnh quay bị xóa - Quá trình sản xuất Criminal Minds - Bên trong Quantico & Tâm trí Tội phạm - Gặp gỡ Matthew Gray Gubler | - Cảnh quay bị xóa - Quá trình sản xuất Criminal Minds - Bên trong Quantico & Tâm trí Tội phạm - Gặp gỡ Matthew Gray Gubler |
| Ngày phát hành DVD                                                                     |                                                                                        | | | |
| Vùng 1                                                                                 | Vùng 2                                                                                 | Vùng 4 | | |
| 28 tháng 11 năm 2006                                                                   | 12 tháng 2 năm 2007                                                                    | 3 tháng 11 năm 2007 | | |